# Миноносцы типа 1937
Миноносцы типа 1937 — тип миноносцев (нем. torpedoboot), являвшийся усовершенствованной версией миноносцев — лидеров ТКА типа 1935 и состоявший на вооружении ВМС Германии (кригсмарине) в годы Второй мировой войны. Всего верфью F. Schichau в Эльбинге было построено 9 единиц данного типа.

## Конструкция и вооружение
Миноносцы типа 1937 основывались на предыдущем проекте 1935, но имели более легкий корпус, меньшее число отсеков в нем, чуть большую дальность плавания и усиленное вооружение. Технологичность постройки также была улучшена по сравнению с предшественниками. Однако в целом новые миноносцы оставались такими же неудачными.
Активно участвовали во Второй мировой войне, в ходе которой состав вооружения постоянно менялся, к примеру, в начале 1942 г. на Т-13, Т-15, Т-16 и Т-17 вместо кормового ТА установлен 1x4 20-мм зенитный автомат; к концу года ТА возвращен на место, 1x4 20-мм перенесен на кормовую надстройку, позже установлены еще 1x4 и 2 — 4x1 20-мм. В конце 1944 г. на Т-13 и Т-18 вместо кормового ТА установлен 1x1 40-мм/56 "бофорс". К концу войны вооружение кораблей сильно отличалось от изначального, точные данные по всем изменениям отсутствуют.

## Список миноносцев типа[1]
| Название | Верфь-строитель       | Дата закладки | Дата спуска на воду | Дата вступления в состав флота | Дата вывода из состава флота/гибели | Судьба                                                                     |
| -------- | --------------------- | ------------- | ------------------- | ------------------------------ | ----------------------------------- | -------------------------------------------------------------------------- |
| Т-13     | F. Schichau (Эльбинг) | 26.9.1938     | 15.6.1939           | 31.5.1941                      | 10.4.1945                           | Потоплен брит. авиацией в Каттегате                                        |
| Т-14     | F. Schichau (Эльбинг) | 5.11.1938     | 20.7.1939           | 14.6.1941                      | 1945                                | Передан США, в 1946 передан Франции («Dompaire»)                           |
| Т-15     | F. Schichau (Эльбинг) | 3.1.1939      | 16.9.1939           | 26.6.1941                      | 13.12.1943                          | Погиб во время воздушного налета на Киль                                   |
| Т-16     | F. Schichau (Эльбинг) | 1.2.1939      | 20.11.1939          | 24.7.1941                      | 13.4.1945                           | Поврежден брит, авиацией в Каттегате 10.4.1945 и исключен из списков флота |
| Т-17     | F. Schichau (Эльбинг) | 24.6.1939     | 13.3.1940           | 28.8.1941                      | 1945                                | Передан СССР («Порывистый»)                                                |
| Т-18     | F. Schichau (Эльбинг) | 27.7.1939     | 1.6.1940            | 22.11.1941                     | 17.9.1944                           | Потоплен сов. бомбардировщиком А-20 у Таллина                              |
| Т-19     | F. Schichau (Эльбинг) | 23.9.1939     | 20.7.1940           | 18.12.1941                     | 1945                                | Передан США, в 1948 г. продан Дании                                        |
| Т-20     | F. Schichau (Эльбинг) | 28.11.1939    | 12.9.1940           | 5.6.1942                       | 1945                                | Передан Великобритании, в 1946 передан Франции («Baccarat»)                |
| Т-21     | F. Schichau (Эльбинг) | 27.3.1940     | 2.11.1940           | 11.7.1942                      | 1945                                | Передан США, затоплен в Скагерраке 16.12.1946                              |